# Erketu
Erketu is een geslacht van plantenetende sauropode dinosauriërs uit de groep van de Titanosauriformes, tijdens het Vroege Krijt levend in het gebied van het huidige Mongolië.

## Vondst en naamgeving
In 2002 vond een team van het American Museum of Natural History bij Bor Guvé in de Gobi het skelet van een sauropode. Voorste halswervels staken uit de woestijnbodem en de reeks bleek zich naar achteren in de rotsen voort te zetten. Daarna werden ook delen van de romp en ledematen gevonden.
De typesoort Erketu ellisoni is in 2006 benoemd en beschreven door Daniel T. Ksepka en Mark Norell. De geslachtsnaam verwijst naar Erketü Tengri, de Machtige God, de scheppergod der Mongolen. De soortaanduiding eert Mick Ellison, een paleontologisch illustrator die veel voor het AMNH gewerkt heeft.
Het holotype IGM 100/1803 is gevonden in een laag die in 2006 niet goed gedateerd kon worden maar in ieder geval tot het Onder-Krijt behoort. Het bestaat uit een gedeeltelijk skelet zonder schedel. Het omvat de voorste vijf halswervels, een stuk van de zesde halswervel, het rechterborstbeen, het rechterscheenbeen, het rechterkuitbeen, het rechtersprongbeen en het rechterhielbeen. Het betreft een volwassen exemplaar.

## Beschrijving
De zes gevonden nekwervels doen vermoeden dat de nek van het exemplaar zo'n zes meter lang was, terwijl de delen van de poot erop lijken te wijzen dat de romp vrij kort is. Het beest werd door de pers omschreven als de dinosauriër met de relatief langste nek. Het totaal aantal halswervels is echter onzeker. Wel ligt de halswervel/scheenbeen verhouding hoger dan bij andere sauropoden. De beschrijvers gaven aan dat de lichaamsmassa vermoedelijk bescheiden was. Gregory S. Paul schatte in 2010 de lichaamslengte op vijftien meter, het gewicht op vijf ton.
In 2006 werd een unieke combinatie van kenmerken gegeven. De voorste halswervels zijn langgerekter dan bij alle bekende andere Sauropoda, tot wel vijfmaal langer dan hoog. De voorste halswervels hebben gevorkte doornuitsteeksels.
In de nek is de draaier gekield en heeft een laag doornuitsteeksel. De halswervels zijn sterk gepneumatiseerd met lange pleurocoelen. De zijdelingse luchtkamers laten in het midden slechts een dun tussenschot over. De langste bekende halswervel is de vijfde met 489 millimeter. De halswervels hebben zeer lange condylen, bultige voorste facetten van de centra die hoger zijn dan breed. Dit duidt op een stijve nek die wellicht sterk schuin geheven werd. Meer naar achteren gelegen halswervels hebben een zeer sterk ontwikkelde richel tussen het voorste gewrichtsuitsteeksel en het zijuitsteeksel. Dit zou als geleider gediend kunnen hebben voor de Musculus ascendens cervicalis die verschillende wervels overlapte en hielp de nek te strekken. Net zoals bij vogels deze spier loopt tussen het tuberculum ansae en de ansa costatransversaria, zo zou er bij sauropoden een verbinding hebben bestaan tussen de achterkant van het doornuitsteeksel en de diapofyse. De beschrijvers werden hierdoor geïnspireerd de termen uit de vogelanatomie ook bij de beschrijving van deze wervels toe te passen, iets waarover sauropodenexpert Jeffrey A. Wilson zich dat jaar in een opvolgend artikel nog vrolijk maakte. De gevorkte doornuitsteeksels zouden juist kunnen wijzen op een nek die laag gehouden werd want een verdiepte pees tussen hun vork zou in die houding een betere hefboomwerking hebben gehad.
Het onderbeen lijkt sterk op dat van Gobititan.

## Fylogenie
Erketu werd in 2008 in de Titanosauriformes geplaatst, meer in het bijzonder basaal in de klade van de Somphospondyli. De soort is volgens de voorlopige kladistische analyses verwant aan Euhelopus. Een mogelijke positie als zustersoorten van de twee taxa zou ondersteund kunnen worden door het gedeelde kenmerk van wervels die hoger zijn dan breed.